# 茉莉奈
茉莉奈（まりな）は、日本の女性声優。アダルトゲームに声をあてている。

## 出演
太字はメインキャラクター。

### アダルトアニメ
- Septem Charm まじかるカナン（小嶋絵美）
- ブラッドロイヤル（2002年、ミルテ）
- Unbalance MENU.2、3（2002年、藤宮律子）

### アダルトゲーム
1997年
- きゃんきゃんバニー1 Primo（森村美貴）

1998年
- Septem Charm まじかるカナン（小嶋絵美、ママ）
- 臨界点 -CRITICAL POINT-（ジュリエッタ・ソーンダイク）

1999年
- おねがい!メイド☆ロイド（恵）
- BLOOD ROYAL（ミルテ）

2000年
- EXILE BLOOD ROYAL II（ロザリー）
- 鬼門妖異譚（伊原木瞳子）
- tremoro（瀬尾千鶴）
- Sweet Pleasure（服部さやか）

2001年
- DOUBLE 〜ダブル〜（波多野のぞみ、マリリン、まぼちゃん）
- DEEP VOICE（柳妃呂子）
- Brightia（エオリア・J・パトリシア）

2002年
- 学艶〜狙われた痴態〜（英つぐみ）
- ギャップ☆P（プーミィ）
- TRUE BLUE（新城沙莉亜[1]）
- neige+永遠の都（まぼちゃん、久園寺麻紀、久園寺美紀）
- CRAVE×10（葉山睦美、まぼちゃん）

2003年
- 華開〜あの娘はAV嬢〜（宮原瞳）
- 月光に濡れる教室で、僕は。（羽根田玖美子）
- 犬っ娘ぷにぷに〜発情警報発令中〜（寒河江園、雅代）
- 姉妹教師 〜春菜と明日菜〜（宮原瞳）
- 快感戦士バスティー（永峰さつき）
- 愛してナイチンゲール（東野百合恵）
- しおさいの悲鳴（比良多美山）

2004年
- KYRIE〜BLOOD ROYAL3〜（ブロア・ノニーナ、アデラ・ヒティロヴァー）
- Fruit Punch（永峰さつき）
- 秘湯めぐり〜欲情蹂躙温泉記〜（宮原瞳、リリー）
- LOST M（遠野美沙子）
- Tender Breeze（井上志帆、那須家響）
- Naive（佐倉真雪、麻生椎子）

2005年
- 深紅のソワレ（ルチアナ・レミントン）
- Brightia Plus（エオリア・J・パトリシア）
- Heaven's Cage（ソレイユ、笠原舞羽）
- い・い・な・り（リリー）

2006年
- ZeBRa 〜虜囚の館〜（獅之宮華奈江）
- Sweet Pleasure NS（服部さやか）
- 堕姫（エルザ）
- おかえしび〜すと!!（福引のお姉さん）

2007年
- るるるとささらの先生☆教えて 〜ボクは女のお坊っちゃま〜（三津菱きりか）
- 続・秘湯めぐり（藤井冴子、英つぐみ）
- 月神楽（エーファ）

2008年
- 淫触の病棟〜禁忌の生贄たち〜（橘美悠）
- りとる・ピース vol.1（穂村縁）

2009年
- DokiDokiバケーション〜きらめく季節の中で〜 フルセットリマスター（九段美奈穂）

2010年
- Cross Days（遠野美沙子）
- Floating Material（鏡華泉燈華）